# Simencourt
Simencourt ist eine französische Gemeinde mit 567 Einwohnern (Stand 1. Januar 2022) im Arrondissement Arras des Départements Pas-de-Calais. Sie liegt im Kanton Avesnes-le-Comte und ist Mitglied des Kommunalverbandes Campagnes de l’Artois.
| Wanquetin      | Warlus   | Berneville         |
|                | Kompass  |                    |
| Gouy-en-Artois | Monchiet | Beaumetz-lès-Loges |

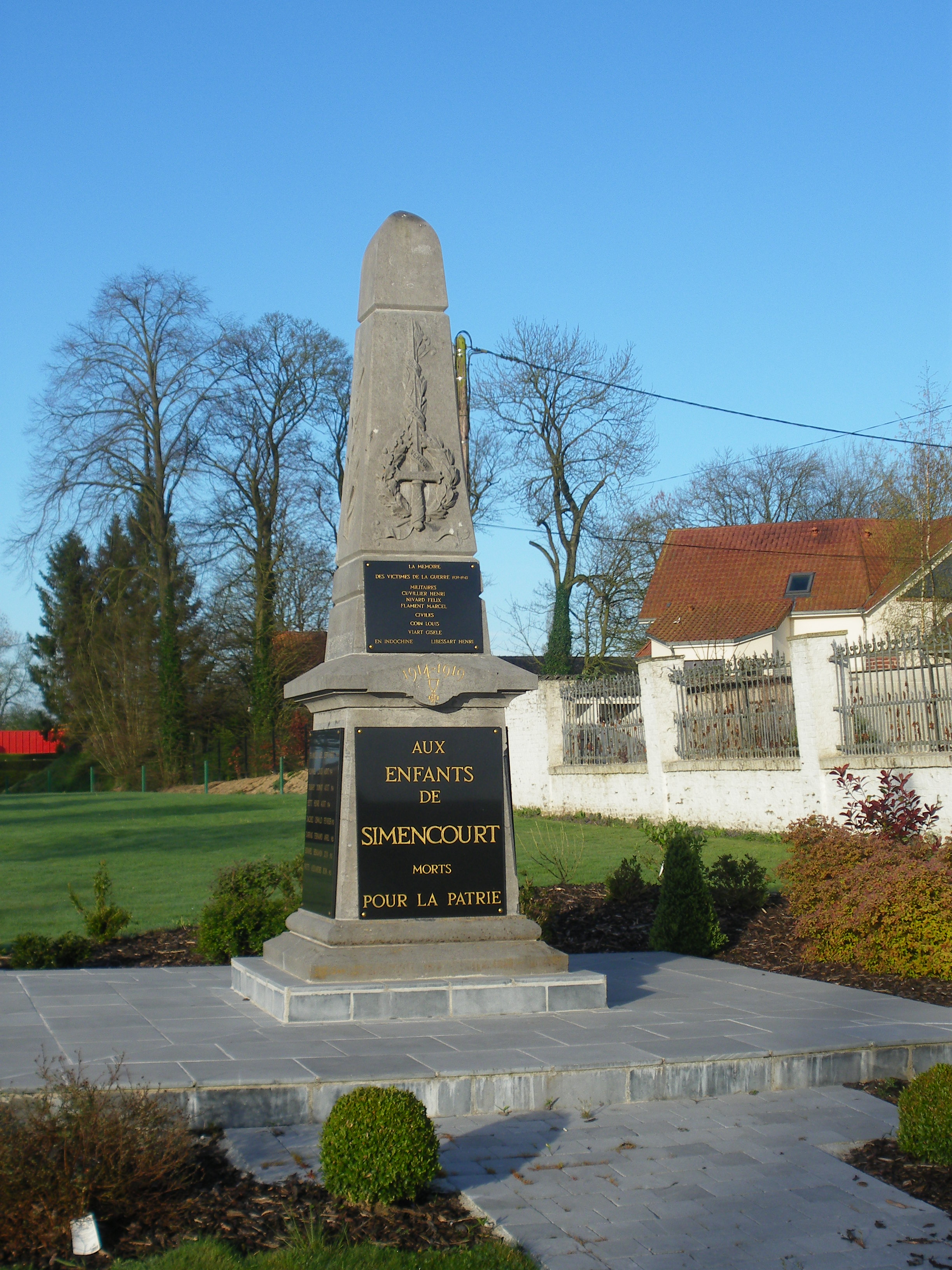
Kriegerdenkmal
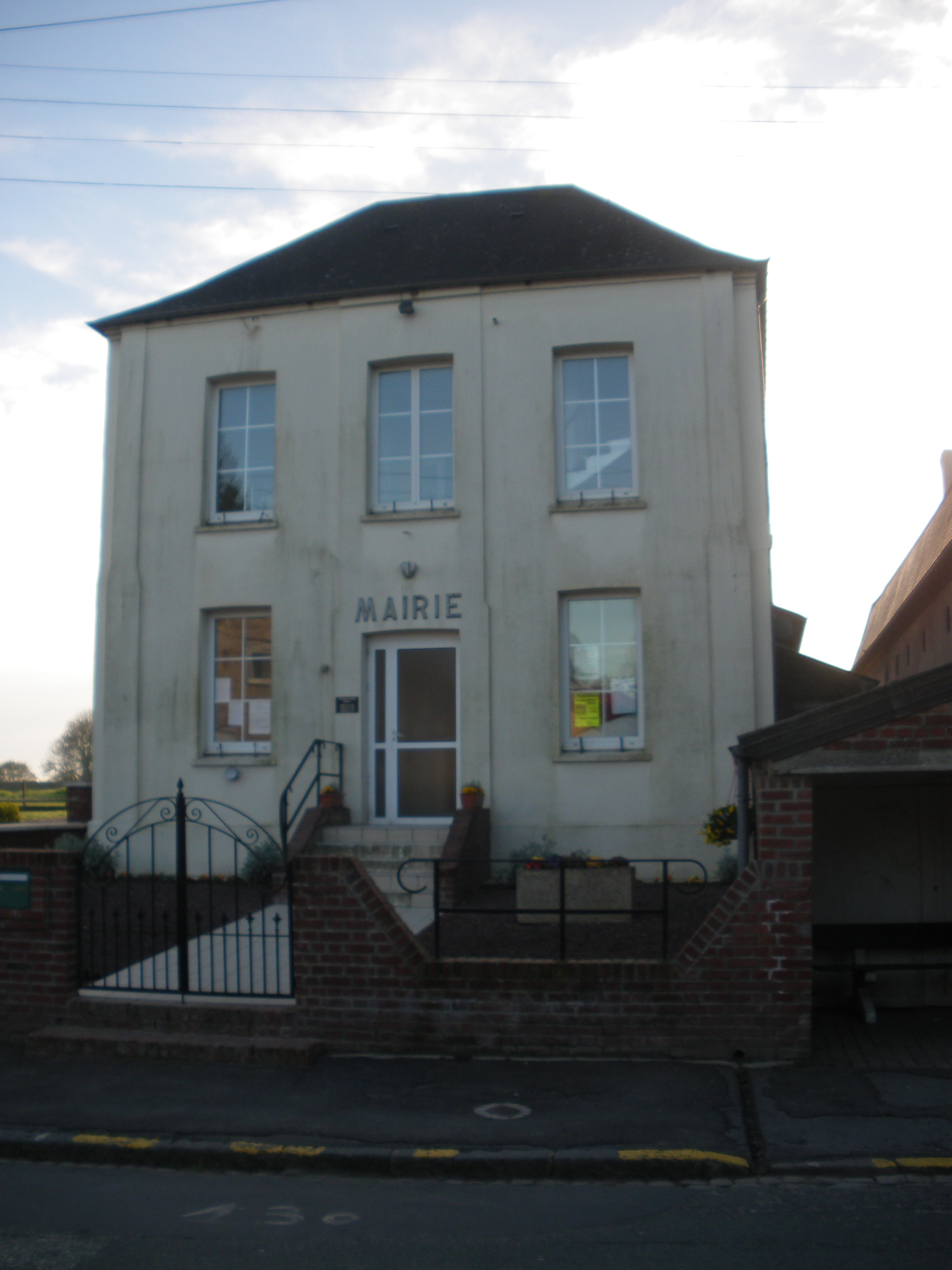
Rathaus
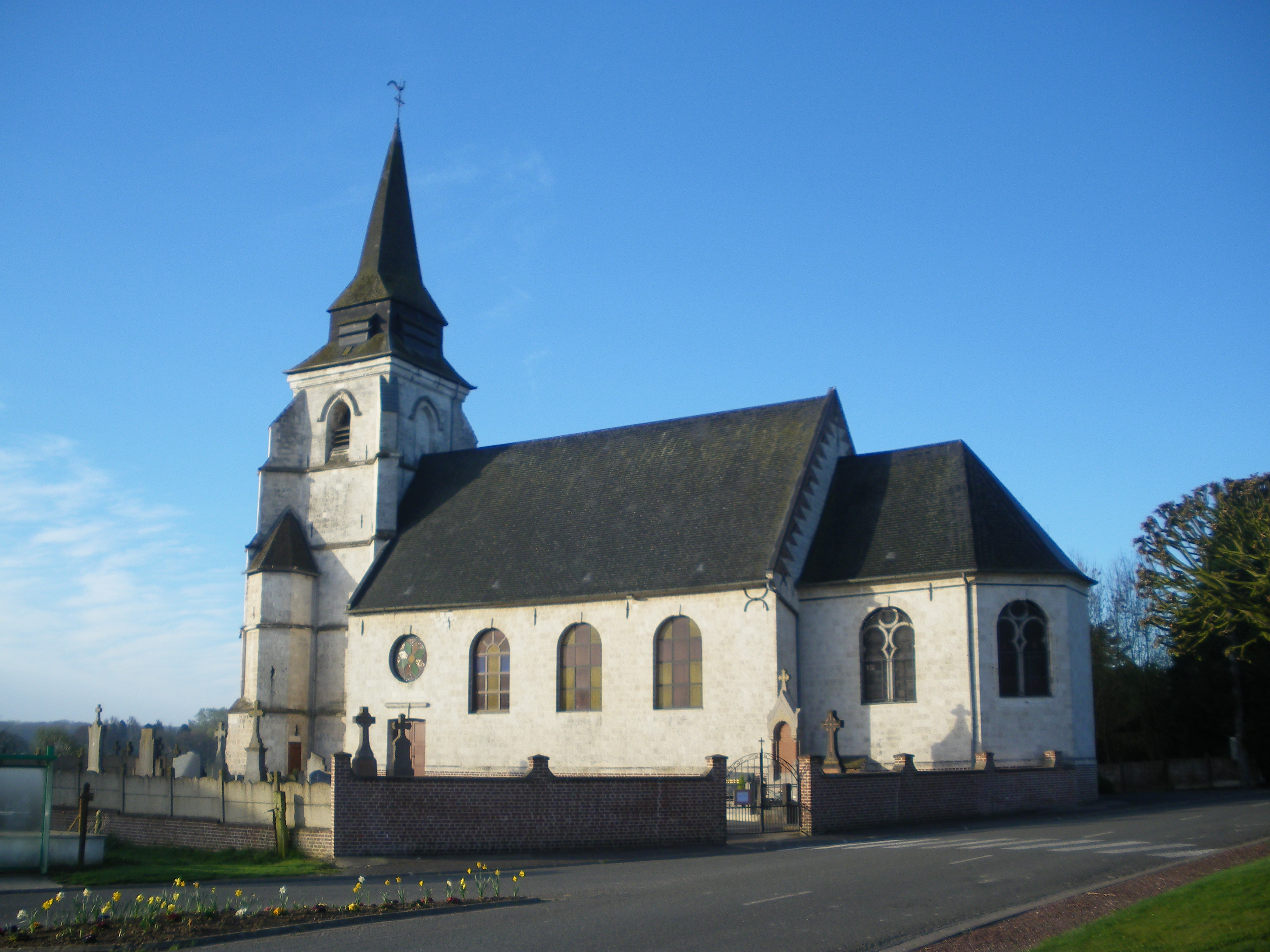
Kirche Saint-Médard